# Corvospongilla sekti
Corvospongilla sekti är en svampdjursart som beskrevs av Bonetto och Ezcurra de Drago 1966. Corvospongilla sekti ingår i släktet Corvospongilla och familjen Spongillidae.
Artens utbredningsområde är havet utanför Brasilien. Inga underarter finns listade i Catalogue of Life.